# Яков Пеячевич
Яков Пеячевич е доктор по философия и учен от началото на ХVІІІ в., духовник-йезуит.

## Биография
Яков Николов Пеячевич е роден около 1676 година в Чипровци в знатния род Пеячевичи. Негов чичо е Георги Пеячевич – един от водачите на Чипровското въстание.
Отначало учи в колежа в Лорето, Италия, а през 1706 г. постъпва в ордена на йезуитите. До 1721 г. живее в Будим-Ерлау и Тирлау, а също и в Загреб, където преподава философия в Загребския университет. След това се завръща в Лорето като главен изповедник на „илирийския народ“. От 1725 г. служи в базиликата „Свети Петър“ във Ватикана.
В края на 1728 г. Пеячевич става ръководител („супериор“) на йезуитския колегиум в Осиек, а от 1729 до 1731 г. на колежа в град Фюнфкирхен. След това от 1731 до 1738 г. е ректор на католическите училища в Пожега, Загреб и отново във Фюнфкирхен.
Умира на 14 юли 1738 г. във Фюнфкирхен (днес град Печ в Унгария).

## Творчество
Яков Пеячевич е автор на труда „Тезиси по обща философия“ – „Сбито изложение на старите и нови географски сборници, или географско изложение на Европа, Азия, Африка и Америка“ (Загреб, 1714). Една значима за времето си творба по история и география на света. Особено място заема историята и географията на Балканския полуостров.